# Ravelo Manzanillo
Ravelo Manzanillo Adams (nacido el 17 de octubre de 1963 en San Pedro de Macorís) es un ex lanzador dominicano que jugó en las Grandes Ligas de Béisbol por casi siete temporadas jugando para Medias Blancas de Chicago y Piratas de Pittsburgh.

## Trayectoria
Firmado por los Piratas como amateur en 1980, Manzanillo debutó en las mayores con los Medias Blancas en 1988 después de pasar alrededor de casi ocho años en el sistema de ligas menores de Pittsburgh y los Orioles de Baltimore. Volvió a las menores cuando fue adquirido por los Azulejos de Toronto el 4 de diciembre de 1990.
Volvió a las mayores hasta que firmó nuevamente con los Piratas el 5 de enero de 1994, equipo con el que finalizó su carrera en 1995. Manzanillo terminó con récord de 4 victorias, 3 derrotas, 4.43 de efectividad en 53 juegos, 2 iniciados, 11 finalizados, 1 salvado y 63.0 innings lanzados. Permitió 55 hits, 39 carreras (31 limpias), 5 jonrones, 56 bases por bolas (5 intencionales). De 298 batadores que enfrentó, ponchó 50.
Manzanillo además jugó con los Leones de Yucatán en la Liga Mexicana.